# 교황 식스토 2세
교황 식스토 2세(라틴어: Sixtus II, 이탈리아어: Sisto II)는 제24대 교황(재위: 257년 8월 30일/31일 - 258년 8월 6일)이다. 발레리아누스 황제 때 교황이 되어 순교하였다. 사후 시성되었으며, 축일은 8월 7일이다.
《교황 연대표》에 따르면, 그리스 태생으로 본래 철학자였다고 한다. 하지만 이는 명확하게 사실로 규정되지 않았으며, 최근 현대 역사학자들은 저자가 당시 피타고라스 학파의 그리스인 학자이자 작가인 시스토와 혼동했을 가능성을 제기하고 있다. 식스토 2세는 카르타고의 주교 치프리아노에게 사절을 보내어 화해를 시도하여 아프리카 교회와 동방 교회와의 관계를 회복시켰는데, 그 전까지는 이단 종파 노바시아노주의에 의한 이단적 세례의 유효성 문제를 놓고 전임 교황과 두 교회와의 친교가 잠시 끊어져 있었다.

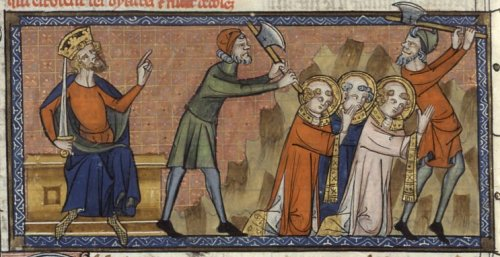
성 식스토 2세의 순교를 묘사한 14세기 그림

258년 로마 황제 발레리아누스의 기독교 박해가 일어나면서 많은 수의 주교와 사제, 부제 등이 붙잡혀 순교하였다. 식스토 2세 역시 야누아리오, 빈첸시오, 마노, 스테파노, 펠리치시모와 아가피토, 라우렌시오 등 여섯 명의 부제와 함께 붙잡혀 순교하였다. 식스토 2세는 8월 6일 참수되었으며, 그와 함께 붙잡힌 부제들 가운데 가장 유명한 라우렌시오는 식스토 2세의 순교한 지 3일 후인 8월 10일 순교하였다.
식스토 2세의 이름은 로마 미사 경본 중 성찬 감사 기도 부분에 나온다. 식스토 2세와 그의 동료 순교자들은 현대 전례력으로는 8월 7일, 전통 전례력으로는 8월 6일에 축일로 기념되고 있다. 다만 라우렌시오 부제는 다른 동료 순교자들과는 달리 며칠 뒤에 순교했기 때문에 다른 날 축일을 정해 공경하고 있다.
그로부터 100년이 지난 후에 교황 다마소 1세가 식스토 2세를 기리기 위하여 갈리스토 카타콤바에 있는 그의 무덤에 새길 묘비명을 제작하도록 하였는데, 그 내용은 다음과 같다.
칼날이 어머니의 내장을 꿰뚫었을 때 나는 여기에 묻혔다. 내가 목자로서 하느님의 말씀을 가르치고 있던 와중에 군사들이 급습하여 나를 의자에서 끌어내었다. 신앙인들이 칼날 앞에 자신의 목을 내놓았지만, 순교의 영광을 원했던 목자는 광란에 빠진 외교인이 다른 신자들을 해치지 못하도록 먼저 자신의 목을 바침으로써 최초로 순교하였다. 그리스도께서는 목자의 공로를 받아들이시어 교우들을 무사히 보호해 주심으로써 보답을 잊지 않으셨다.

## 같이 보기
- 교황 목록